# Groupe de contact sur la défense de l'Ukraine

Carte indiquant les membres du groupe de contact sur la défense de l'Ukraine (en jaune). Les pays membres de l'OTAN sont en bleu, les pays ayant fourni une aide militaire en bleu pâle, et les pays ayant fourni de l'aide non-létale sont en vert.

Le groupe de contact sur la défense de l'Ukraine est une alliance de 54 pays (les 31 États membres de l'OTAN et 23 autres pays) soutenant la défense de l'Ukraine par l'envoi d'équipements militaires en réponse à l'invasion russe. Le groupe coordonne le don continu d'aide militaire à l'Ukraine lors de réunions qui sont tenues mensuellement. Une première réunion du groupe a lieu le 26 avril 2022, et fin 2023, la coalition comprend environ une cinquantaine de pays.

## Liste des rencontres
|    | Date              | Location                  | Note   |
| -- | ----------------- | ------------------------- | ------ |
| 1  | 26 avril 2022     | Base aérienne de Ramstein | [ 5 ]  |
| 2  | 23 mai 2022       | Virtuel                   | [ 6 ]  |
| 3  | 15 juin 2022      | Siège de l'OTAN           | [ 7 ]  |
| 4  | 20 juillet 2022   | Virtuel                   | [ 8 ]  |
| 5  | 8 septembre 2022  | Base aérienne de Ramstein | [ 9 ]  |
| 6  | 12 octobre 2022   | Siège de l'OTAN           | [ 10 ] |
| 7  | 16 novembre 2022  | Virtuel                   | [ 11 ] |
| 8  | 20 janvier 2023   | Base aérienne de Ramstein | ,      |
| 9  | 14 février 2023   | Siège de l'OTAN           |        |
| 10 | 15 mars 2023      | Virtuel                   | [ 14 ] |
| 11 | 21 avril 2023     | Base aérienne de Ramstein | ,      |
| 12 | 25 mai 2023       | Virtuel                   | [ 17 ] |
| 13 | 15 juin 2023      | Siège de l'OTAN           | [ 18 ] |
| 14 | 18 juillet 2023   | Virtuel                   | [ 19 ] |
| 15 | 19 septembre 2023 | Base aérienne de Ramstein | [ 20 ] |
| 16 | 11 octobre 2023   | Siège de l'OTAN           | [ 21 ] |
| 17 | 22 novembre 2023  | Virtuel                   | [ 22 ] |
| 18 | 23 janvier 2024   | Virtuel                   | [ 23 ] |
| 19 | 14 février 2024   | Siège de l'OTAN           | [ 24 ] |

## Membres
- UE
- OTAN
  -  Albanie
  -  Allemagne
  -  Belgique
  -  Bulgarie
  -  Canada
  -  Croatie
  -  Danemark
  -  Espagne
  -  Estonie
  -  États-Unis
  -  Finlande
  -  France
  -  Grèce
  -  Hongrie
  -  Islande
  -  Italie
  -  Lettonie
  -  Lituanie
  -  Luxembourg
  -  Montenegro
  -  Pays-Bas
  -  Macédoine du Nord
  -  Norvège
  -  Pologne
  -  Portugal
  -  République Tchèque
  -  Royaume-Uni
  -  Roumanie
  -  Slovaquie
  -  Slovénie
  -  Suède
  -  Turquie
- Australie
- Autriche
- Bosnie-Herzégovine
- Chypre
- Géorgie
- Irlande
- Japon
- Kenya
- Kosovo
- Libéria
- Malte
- Moldavie
- Nouvelle-Zélande
- Corée du Sud
- Tunisie